# Alexandru Tudor
Alexandru Dan Tudor (n. 13 septembrie 1971 la București, România) este un arbitru român de fotbal retras din activitate, în prezent angajat al clubului FCSB. Este arbitrul cu cele mai mai multe partide de Liga I, 382. S-a apucat de arbitraj în 1990. A debutat în Divizia A la data de 15 mai 1999, când a condus un meci dintre U Craiova și U Cluj. Se află pe lista FIFA din 2001, debutând pe plan internațional la 23 martie 2001, când a condus un meci al echipelor de tineret dintre Cipru și Irlanda. Este cunoscut în România pentru ușurința cu care acordă cartonașe, deși în competițiile internaționale este invers.
La data de 4 noiembrie 2008 a debutat în Liga Campionilor, oficiind la meciul dintre FC Barcelona și FC Basel.
În campionatul intern a arbitrat patru derbiuri Steaua - Dinamo, de cinci ori disputa dintre Rapid și Dinamo, și de alte trei ori duelul Steaua - Rapid.
Este de profesie avocat.
Din data de 1 aprilie 2013, Alexandru Tudor este arbitrul cu cele mai multe meciuri arbitrate în Liga I.
Începând cu 12 iunie 2019, Alexandru Tudor ocupă funcția de director sportiv la echipa FCSB.
Acesta are porecla de „Brad Pitt” Tudor pentru că a fost comparat cu actorul american de la Hollywood, Brad Pitt, fiindcă semăna mult cu el.